# 鑽孔藤壺
鑽孔藤壺（學名：Trypetesa lampas）是藤壺的一個寄生物種，屬於小尖胸藤壶科的小尖胸藤壶属。不同於一般食用的藤壺，鑽孔藤壺屬於尖胸總目，而不是圍胸總目。這個物種由Hancock於1849年描述。